# Smyrnium maritimum
Smyrnium maritimum är en flockblommig växtart som beskrevs av Richard Anthony Salisbury. Smyrnium maritimum ingår i släktet vinglokor, och familjen flockblommiga växter. Inga underarter finns listade i Catalogue of Life.